# Traité de Turin (1760)
Pour les articles homonymes, voir Traité de Turin.
Le traité de Turin, ou traité des limites, est signé le 24 mars 1760 à Turin entre le royaume de Sardaigne et le royaume de France. Il fut ratifié à Versailles le 10 juillet suivant.
La frontière entre les deux États, du côté du comté de Nice et de la Provence, héritière des conflits de succession du comté de Provence au XIVe siècle, avait été rendue très irrégulière par différents achats, conflits, échanges de territoire. Ces irrégularités, dans une région montagneuse, et donc compartimentée, compliquait le commerce et l’administration civile et religieuse, les frontières des évêchés ne correspondant pas non plus aux frontières politiques. Elle gênait également la lutte contre la contrebande (voir l’exemple de la poursuite et de la capture de Mandrin en mai 1755,). Un accord avait eu lieu en 1703 pour permettre le libre passage entre les différentes pointes, mais n’était que mal respecté par les deux parties. Une première régularisation avait eu lieu en 1713 au traité d’Utrecht.
Au Nord, le pays de Gex était séparé de la France par la vallée de la Valserine, qui permettait auparavant le passage des troupes espagnoles entre la Savoie et la Franche-Comté (et était nommée pour cette raison chemin des Espagnols). Ce territoire n’était plus stratégique, du fait de l’alliance de famille entre la France et l’Espagne et de l’acquisition de la Franche-Comté par la France.
Le traité régularise donc la frontière entre les deux États :
- échange des villes de Seyssel (en partie), Chanaz , La Balme et une tête de pont à Éloise, ainsi qu' Aire-la-Ville  situées sur la rive gauche du Rhône, mais faisant partie respectivement du Bugey et du Pays de Gex, qui retournent à la Savoie, en échange de la vallée de la Valserine : ainsi, le chemin des Espagnols entre la Franche-Comté et la Savoie devient français, et le pays de Gex est mieux relié à la France[5] ;
- la frontière entre le comté de Nice et la Provence est fixée sur la ligne de partage des eaux entre Var et Verdon, puis sur le Var, l’Estéron jusqu’à Aiglun et enfin à nouveau sur le Var. La vallée de la Roudoule, dans le comté de Nice, retourne au royaume de Sardaigne, Roquesteron est coupé en deux avec la création de la commune de Roquestéron-Grasse. Guillaumes passe à la Savoie, Entrevaux, emplacement stratégique contrôlant les communications entre le haut et le bas Var, reste au royaume de France. Dans le détail :
  - Gattières, Dosfraires, Bouyon, Les Ferres, Conségudes, Aiglun, deviennent françaises ;
  - Guillaumes, Daluis, Auvare, Saint-Léger, La Croix, Puget-Rostang, Quebris, y compris la juridiction de Saume-Longue (Sauma Longa), Saint-Antonin, La Penne, avec une partie de Saint-Pierre (Besseuges[6]) deviennent sardes.

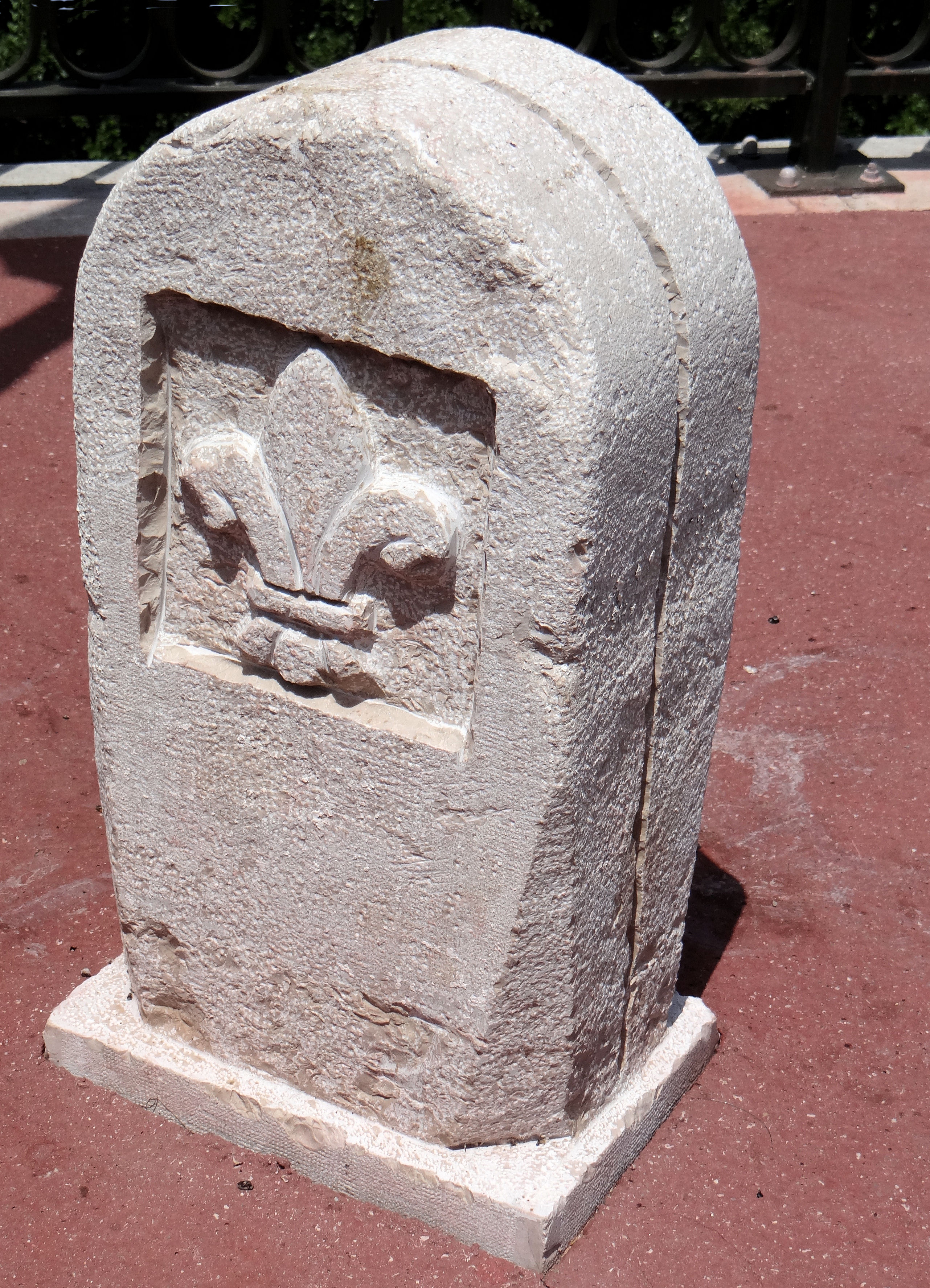
Borne frontière sur le pont de Roquesteron.

La nouvelle frontière est bornée en 1761 du pont de Roquesteron au col de Pelouse à la frontière entre le comté de Nice et la Provence. Une autre borne est placée sur le pont de Pont-de-Beauvoisin.
Dans le comté de Nice, la Savoie gagne à cet échange : il gagne plus de terres qu’il n’en perd, des terres plus fertiles, 3 600 personnes deviennent savoyardes, contre 1 800 qui deviennent françaises. Et dans ces terres, se trouve la place fortifiée par Vauban, Guillaumes. Par contre, les deux pays voient les communications facilitées, ce qui était l’objectif.
Le traité entre en vigueur en octobre 1760, le temps de démanteler le château de Guillaumes. Il semble toutefois qu’il n’ait pas résolu tous les problèmes :
- l’évêché de Glandèves est à moitié en France, à moitié à la Sardaigne ;
- les litiges entre communautés sont plus nombreux qu’avant (du fait de la coupure de certains terroirs en deux) ;
- la contrebande de sel se maintient.